# Марьюшкин, Михаил Иванович
Михаил Иванович Марьюшкин (14 января 1968, Москва) — советский и российский футболист, выступавший на позиции нападающего. Сыграл 8 матчей в премьер-лиге России.

## Биография
Воспитанник футбольной школы московского «Динамо». В 1986 году играл за резервный состав команды в первенстве дублёров (6 матчей, 1 гол) и в турнире второй лиги (15 матчей). В дальнейшем в течение шести лет не выступал в соревнованиях команд мастеров.
В 1992 году присоединился к вновь созданному московскому клубу «Пеле», в его составе стал лучшим бомбардиром зонального турнира второй лиги с 26 забитыми голами. На следующий сезон был приглашён в московский «Локомотив», дебютный матч в высшей лиге сыграл 13 марта 1993 года против «Крыльев Советов», выйдя на замену на 67-й минуте вместо Юрия Батуренко. Всего принял участие в восьми матчах высшей лиги, ни один из которых не отыграл полностью.
Осенью 1993 года перешёл в болгарский клуб второго дивизиона «Пирин» (Гоце-Делчев). В следующем сезоне присоединился к раменскому «Сатурну», с которым поднялся из третьей лиги во вторую. В 1995 году играл в Китае, затем выступал за «МЧС Селятино» и любительские клубы Москвы и области. Профессиональную карьеру завершил в возрасте 29 лет.

## Личная жизнь
Сын Андрей (род. 1990) тоже был футболистом, играл на профессиональном уровне за ФК «Зеленоград», а также за любительские клубы Москвы и Подмосковья.